# Eupeodes luniger
Espèce
Eupeodes luniger est une espèce d'insectes diptères du sous-ordre des Brachycera (les Brachycera sont des mouches muscoïdes aux antennes courtes), de la famille des Syrphidae.